# Grammonota calcarata
Grammonota calcarata là một loài nhện trong họ Linyphiidae.
Loài này thuộc chi Grammonota. Grammonota calcarata được Elizabeth Bangs Bryant miêu tả năm 1948.